# Galacja

Galacja w starożytnym Rzymie

Galacja (gr. Galatike, łac. Gallograecia) – w starożytności kraina w centralnej Azji Mniejszej, położona wokół dzisiejszej Ankary, nazwana tak przez Rzymian od nazwy Galatów, przybyłego w ten rejon w III w. p.n.e. odłamu celtyckiej armii Brennusa, która splądrowała w roku 279 roku p.n.e. Macedonię, Tesalię i Epir. Po klęsce zadanej Celtom przez Antygona Gonatasa w bitwie pod Lizymachią część wojowników z rodzinami (ok. 20 tys. ludzi) przeprawiła się do Azji Mniejszej. W 275 roku p.n.e. Antioch I Soter, w wyniku zwycięskiej bitwy, zepchnął Galatów na tereny, na których powstała później Galacja.
Celtycka Galacja nie miała jednolitej organizacji państwowej – tworzyły ją plemienne państewka Tektosagów, Tolistoagów i Trokmów. Napady Galatów na sąsiednie tereny zahamował w 240 roku p.n.e. król Pergamonu Attalos I. Słynne rzeźby przedstawiające pokonanych Galatów, znajdowały się na Wielkim Ołtarzu Zeusa. W 89 roku p.n.e. konsul Gnejusz Manliusz Wulso podporządkował Galatów Rzymowi. W wyniku kampanii Pompejusza w 64 roku p.n.e. Rzymianie stworzyli z Galacji satelickie państwo rządzone przez miejscową dynastię, a po jej wygaśnięciu prowincję rzymską (Oktawian August w 25 roku p.n.e.). Pierwszym tetrarchą, który otrzymał od Rzymian tytuł królewski, był Dejotarus. Przez prawie 100 lat, do czasu podporządkowania sobie przez Rzym Pontu i Kapadocji, Galacja była prowincją graniczną. Później, jako prowincja wewnętrzna, graniczyła z Bitynią, Pontem, Kapadocją, Cylicją, Licją i Frygią. W 295 roku prowincja została podzielona na dwie części przez Dioklecjana. W okresie Cesarstwa Bizantyjskiego odzyskała polityczne znaczenie. W XI wieku Galacja została zdobyta przez Turków Seldżuckich, a w XIV wieku stała się częścią państwa osmańskiego.
Około 49 roku misyjne podróże do Galacji odbył Paweł z Tarsu, autor Listu do Galatów.
Język celtycki przetrwał w Galacji do ok. 400 roku.